# We Believe
We Believe is het zesde nummer van het album The Cosmos Rocks, de samenwerking tussen Brian May en Roger Taylor van Queen en Paul Rodgers onder de naam Queen + Paul Rodgers. Het is het langste nummer op het album en het is geschreven door Brian May. Het nummer is alleen in Italië als promosingle uitgebracht.